# Divizia A 2004-2005
Sezonul 2004-2005 al Diviziei A (cunoscută și sub numele de Divizia A Bürger din motive de sponsorizare) a fost cea de-a 87-a ediție a Campionatului de Fotbal al României, și a 67-a de la introducerea sistemului divizionar. A început pe 30 iulie 2004 și s-a terminat pe 11 iunie 2005. Echipa Steaua București a devenit campioană pentru a 22-a oară în istoria sa, extinzându-și astfel recordul deținut pentru cele mai multe titluri acumulate în România. Golgheterii a fost Gheorghe Bucur (Sportul Studențesc) și Claudiu Niculescu (Dinamo), fiecare cu câte 21 de goluri.

## Stadioane
| Politehnica Timișoara | Steaua București | FC U Craiova | Rapid București            |
| --------------------- | --- | --- | -------------------------- |
| Dan Păltinișanu       | Steaua | Ion Oblemenco | Giulești-Valentin Stănescu |
| Capacitate: 40.000    | Capacitate: 28.365 | Capacitate: 25.252 | Capacitate: 19.100         |
|                       | | |                            |
| Apulum Alba Iulia     | FCM Bacău | Farul Constanța | Dinamo București           |
| Victoria-Cetate       | Municipal | Gheorghe Hagi | Dinamo                     |
| Capacitate: 18.000    | Capacitate: 17.500 | Capacitate: 15.520 | Capacitate: 15.032         |
|                       | | |                            |
| Argeș Pitești         | BucureștiAlba IuliaArgeșBacăuBrașovCFRUniversitateaFarulGloriaOțelulPoli IașiPolitehnicaEchipele din București: · Dinamo · Național · Rapid · Sportul · SteauaDivizia A 2004-2005 (România) DinamoNaționalRapidSportulSteaua Locația echipelor din București. | BucureștiAlba IuliaArgeșBacăuBrașovCFRUniversitateaFarulGloriaOțelulPoli IașiPolitehnicaEchipele din București: · Dinamo · Național · Rapid · Sportul · SteauaDivizia A 2004-2005 (România) DinamoNaționalRapidSportulSteaua Locația echipelor din București. | Național București         |
| Nicolae Dobrin        | BucureștiAlba IuliaArgeșBacăuBrașovCFRUniversitateaFarulGloriaOțelulPoli IașiPolitehnicaEchipele din București: · Dinamo · Național · Rapid · Sportul · SteauaDivizia A 2004-2005 (România) DinamoNaționalRapidSportulSteaua Locația echipelor din București. | BucureștiAlba IuliaArgeșBacăuBrașovCFRUniversitateaFarulGloriaOțelulPoli IașiPolitehnicaEchipele din București: · Dinamo · Național · Rapid · Sportul · SteauaDivizia A 2004-2005 (România) DinamoNaționalRapidSportulSteaua Locația echipelor din București. | Cotroceni                  |
| Capacitate: 15.000    | BucureștiAlba IuliaArgeșBacăuBrașovCFRUniversitateaFarulGloriaOțelulPoli IașiPolitehnicaEchipele din București: · Dinamo · Național · Rapid · Sportul · SteauaDivizia A 2004-2005 (România) DinamoNaționalRapidSportulSteaua Locația echipelor din București. | BucureștiAlba IuliaArgeșBacăuBrașovCFRUniversitateaFarulGloriaOțelulPoli IașiPolitehnicaEchipele din București: · Dinamo · Național · Rapid · Sportul · SteauaDivizia A 2004-2005 (România) DinamoNaționalRapidSportulSteaua Locația echipelor din București. | Capacitate: 14.542         |
|                       | BucureștiAlba IuliaArgeșBacăuBrașovCFRUniversitateaFarulGloriaOțelulPoli IașiPolitehnicaEchipele din București: · Dinamo · Național · Rapid · Sportul · SteauaDivizia A 2004-2005 (România) DinamoNaționalRapidSportulSteaua Locația echipelor din București. | BucureștiAlba IuliaArgeșBacăuBrașovCFRUniversitateaFarulGloriaOțelulPoli IașiPolitehnicaEchipele din București: · Dinamo · Național · Rapid · Sportul · SteauaDivizia A 2004-2005 (România) DinamoNaționalRapidSportulSteaua Locația echipelor din București. |                            |
| Oțelul Galați         | BucureștiAlba IuliaArgeșBacăuBrașovCFRUniversitateaFarulGloriaOțelulPoli IașiPolitehnicaEchipele din București: · Dinamo · Național · Rapid · Sportul · SteauaDivizia A 2004-2005 (România) DinamoNaționalRapidSportulSteaua Locația echipelor din București. | BucureștiAlba IuliaArgeșBacăuBrașovCFRUniversitateaFarulGloriaOțelulPoli IașiPolitehnicaEchipele din București: · Dinamo · Național · Rapid · Sportul · SteauaDivizia A 2004-2005 (România) DinamoNaționalRapidSportulSteaua Locația echipelor din București. | Politehnica Iași           |
| Oțelul                | BucureștiAlba IuliaArgeșBacăuBrașovCFRUniversitateaFarulGloriaOțelulPoli IașiPolitehnicaEchipele din București: · Dinamo · Național · Rapid · Sportul · SteauaDivizia A 2004-2005 (România) DinamoNaționalRapidSportulSteaua Locația echipelor din București. | BucureștiAlba IuliaArgeșBacăuBrașovCFRUniversitateaFarulGloriaOțelulPoli IașiPolitehnicaEchipele din București: · Dinamo · Național · Rapid · Sportul · SteauaDivizia A 2004-2005 (România) DinamoNaționalRapidSportulSteaua Locația echipelor din București. | Emil Alexandrescu          |
| Capacitate: 13.500    | BucureștiAlba IuliaArgeșBacăuBrașovCFRUniversitateaFarulGloriaOțelulPoli IașiPolitehnicaEchipele din București: · Dinamo · Național · Rapid · Sportul · SteauaDivizia A 2004-2005 (România) DinamoNaționalRapidSportulSteaua Locația echipelor din București. | BucureștiAlba IuliaArgeșBacăuBrașovCFRUniversitateaFarulGloriaOțelulPoli IașiPolitehnicaEchipele din București: · Dinamo · Național · Rapid · Sportul · SteauaDivizia A 2004-2005 (România) DinamoNaționalRapidSportulSteaua Locația echipelor din București. | Capacitate: 11.390         |
|                       | BucureștiAlba IuliaArgeșBacăuBrașovCFRUniversitateaFarulGloriaOțelulPoli IașiPolitehnicaEchipele din București: · Dinamo · Național · Rapid · Sportul · SteauaDivizia A 2004-2005 (România) DinamoNaționalRapidSportulSteaua Locația echipelor din București. | BucureștiAlba IuliaArgeșBacăuBrașovCFRUniversitateaFarulGloriaOțelulPoli IașiPolitehnicaEchipele din București: · Dinamo · Național · Rapid · Sportul · SteauaDivizia A 2004-2005 (România) DinamoNaționalRapidSportulSteaua Locația echipelor din București. |                            |
| Sportul Studențesc    | CFR Cluj | FC Brașov | Gloria Bistrița            |
| Regie                 | CFR | Silviu Ploeșteanu | Gloria                     |
| Capacitate: 10.020    | Capacitate: 10.000 | Capacitate: 10.000 | Capacitate: 7.800          |
|                       | | |                            |

## Personal și echipamente
| Echipă                | Antrenor           | Căpitan          | Producător de echipamente | Sponsorul de pe tricou |
| --------------------- | ------------------ | ---------------- | ------------------------- | ---------------------- |
| Unirea Alba Iulia     | Marcel Rusu        | Vasile Jercălău  | Lotto                     | Bergenbier             |
| Argeș Pitești         | Sorin Cârțu        | Marius Radu      | Erreà                     | Pic                    |
| FC Brașov             | Ferenc Bajkó       | Cosmin Bodea     | Joma                      | Prescon                |
| CFR Cluj              | Aurel Șunda        | Vasile Jula      | Erreà                     | EnergoBit, Opel Ecomax |
| Dinamo                | Ioan Andone        | Florentin Petre  | Lotto                     | Omniasig               |
| Farul                 | Petre Grigoraș     | George Curcă     | Lotto                     | SNC                    |
| FCU Craiova           | Eugen Neagoe       | Corneliu Papură  | Erreà                     | Golden Brau            |
| FCM Bacău             | Cristian Popovici  | Ștefan Apostol   | Legea                     | Letea, Sonoma          |
| Gloria Bistrița       | Constantin Cârstea | Cristian Coroian | Erreà                     | Darimex                |
| Național              | Roberto Landi      | Adrian Olah      | Nike                      | Ford                   |
| Oțelul                | Mihai Stoichiță    | Viorel Tănase    | Lotto                     | Ispat Sidex            |
| Poli Iași             | Ionuț Popa         | Dorel Bernard    | Lotto / Erreà             | Omniasig               |
| Politehnica Timișoara | Cosmin Olăroiu     | Cosmin Contra    | Lotto                     | Balkan Petroleum       |
| Rapid                 | Răzvan Lucescu     | Vasile Maftei    | Lotto                     | Lukoil                 |
| Sportul Studențesc    | Dan Petrescu       | Tiberiu Bălan    | Lotto                     | —                      |
| Steaua București      | Dumitru Dumitriu   | Mirel Rădoi      | Nike                      | —                      |

## Clasament
| Loc | Echipă                | Pct. | MJ | V  | E  | Î  | GM | GP | DG  | Calificare sau retrogradare         |
| --- | --------------------- | ---- | -- | -- | -- | -- | -- | -- | --- | ----------------------------------- |
| 1.  | Steaua București (C)  | 63   | 30 | 19 | 6  | 5  | 47 | 18 | +29 | Liga Campionilor 2005-06 Turul II   |
| 2.  | Dinamo                | 62   | 30 | 20 | 2  | 8  | 60 | 30 | +30 | Cupa UEFA 2005-06 Turul II          |
| 3.  | Rapid                 | 57   | 30 | 16 | 9  | 5  | 51 | 27 | +24 | Cupa UEFA 2005-06 Turul I           |
| 4.  | Național              | 57   | 30 | 17 | 6  | 7  | 50 | 33 | +17 |                                     |
| 5.  | Farul                 | 52   | 30 | 15 | 7  | 8  | 42 | 28 | +14 |                                     |
| 6.  | Politehnica Timișoara | 45   | 30 | 13 | 6  | 11 | 37 | 34 | +3  |                                     |
| 7.  | Sportul Studențesc    | 45   | 30 | 12 | 9  | 9  | 37 | 27 | +10 |                                     |
| 8.  | Oțelul                | 40   | 30 | 12 | 4  | 14 | 33 | 44 | −11 |                                     |
| 9.  | Poli Iași             | 38   | 30 | 10 | 8  | 12 | 28 | 41 | −13 |                                     |
| 10. | Argeș Pitești         | 36   | 30 | 8  | 12 | 10 | 32 | 37 | −5  |                                     |
| 11. | CFR Cluj              | 36   | 30 | 9  | 9  | 12 | 31 | 32 | −1  | Cupa Intertoto 2005 Prima rundă     |
| 12. | FCM Bacău             | 33   | 30 | 8  | 9  | 13 | 20 | 28 | −8  |                                     |
| 13. | Gloria Bistrița       | 32   | 30 | 9  | 5  | 16 | 38 | 46 | −8  | Cupa Intertoto 2005 Prima rundă     |
| 14. | Unirea Alba Iulia (R) | 26   | 30 | 6  | 8  | 16 | 28 | 62 | −34 | Retrogradare în Divizia B 2005-2006 |
| 15. | FC Brașov (R)         | 21   | 30 | 5  | 6  | 19 | 28 | 45 | −17 | Retrogradare în Divizia B 2005-2006 |
| 16. | FCU Craiova (R)       | 20   | 30 | 4  | 8  | 18 | 24 | 54 | −30 | Retrogradare în Divizia B 2005-2006 |

1. ↑  Dinamo București s-a calificat în al doilea tur preliminar al Cupei UEFA 2005-2006 datorită câștigării Cupei României.
2. 1 2  RAP 3–0 NAȚ; NAȚ 3–3 RAP
3. 1 2  TIM 2–0 SPO; SPO 0–0 TIM
4. 1 2  ARG 2–0 CFR; CFR 1–1 ARG

### Pozițiile pe etapă
| Etapă/ Echipă                | 1                 | 2  | 3  | 4  | 5  | 6  | 7  | 8  | 9  | 10 | 11 | 12 | 13 | 14 | 15 | 16 | 17 | 18 | 19 | 20 | 21 | 22 | 23 | 24 | 25 | 26 | 27 | 28 | 29 | 30 |    |
| ---------------------------- | ----------------- | -- | -- | -- | -- | -- | -- | -- | -- | -- | -- | -- | -- | -- | -- | -- | -- | -- | -- | -- | -- | -- | -- | -- | -- | -- | -- | -- | -- | -- | -- |
| Etapă/ Echipă                | Apulum Alba Iulia | 2  | 2  | 7  | 6  | 8  | 10 | 13 | 9  | 11 | 12 | 14 | 15 | 13 | 13 | 14 | 15 | 15 | 15 | 15 | 15 | 15 | 14 | 14 | 14 | 14 | 14 | 14 | 14 | 14 | 14 |
| Argeș Pitești                | 8                 | 4  | 10 | 9  | 12 | 8  | 10 | 12 | 13 | 15 | 12 | 11 | 11 | 11 | 12 | 11 | 12 | 12 | 13 | 11 | 12 | 11 | 11 | 11 | 9  | 9  | 11 | 10 | 9  | 10 |    |
| Bacău                        | 6                 | 5  | 4  | 4  | 5  | 5  | 7  | 7  | 7  | 8  | 7  | 9  | 9  | 10 | 9  | 10 | 10 | 11 | 11 | 12 | 11 | 12 | 13 | 13 | 10 | 10 | 13 | 13 | 11 | 12 |    |
| Brașov                       | 10                | 12 | 8  | 12 | 14 | 15 | 12 | 14 | 15 | 13 | 11 | 13 | 14 | 15 | 15 | 14 | 14 | 14 | 14 | 14 | 14 | 16 | 16 | 15 | 15 | 15 | 15 | 15 | 15 | 15 |    |
| CFR Cluj                     | 3                 | 10 | 9  | 11 | 6  | 6  | 5  | 4  | 5  | 6  | 6  | 6  | 6  | 6  | 6  | 6  | 6  | 9  | 6  | 10 | 9  | 9  | 9  | 9  | 11 | 11 | 9  | 11 | 12 | 11 |    |
| FC U Craiova                 | 9                 | 11 | 13 | 8  | 10 | 13 | 15 | 15 | 10 | 14 | 15 | 12 | 15 | 16 | 16 | 16 | 16 | 16 | 16 | 16 | 16 | 15 | 15 | 16 | 16 | 16 | 16 | 16 | 16 | 16 |    |
| Dinamo București             | 14                | 8  | 6  | 7  | 9  | 12 | 8  | 6  | 6  | 4  | 5  | 3  | 5  | 4  | 2  | 2  | 2  | 2  | 2  | 2  | 3  | 2  | 3  | 3  | 2  | 2  | 2  | 2  | 2  | 2  |    |
| Farul Constanța              | 7                 | 6  | 2  | 2  | 4  | 4  | 6  | 8  | 8  | 7  | 8  | 7  | 4  | 3  | 4  | 5  | 4  | 4  | 4  | 4  | 5  | 4  | 4  | 4  | 4  | 4  | 5  | 5  | 5  | 5  |    |
| Gloria Bistrița              | 16                | 9  | 12 | 10 | 7  | 7  | 4  | 5  | 4  | 5  | 4  | 5  | 7  | 7  | 7  | 9  | 8  | 8  | 10 | 8  | 10 | 10 | 10 | 10 | 13 | 12 | 10 | 12 | 13 | 13 |    |
| Oțelul Galați                | 15                | 15 | 15 | 14 | 11 | 11 | 14 | 10 | 9  | 10 | 9  | 10 | 8  | 9  | 8  | 7  | 7  | 7  | 9  | 6  | 8  | 8  | 8  | 8  | 8  | 8  | 8  | 8  | 8  | 8  |    |
| Politehnica Iași             | 11                | 13 | 14 | 16 | 16 | 16 | 16 | 16 | 16 | 16 | 16 | 16 | 16 | 12 | 11 | 13 | 13 | 13 | 12 | 13 | 13 | 13 | 12 | 12 | 12 | 13 | 12 | 9  | 10 | 9  |    |
| Național București           | 4                 | 1  | 1  | 1  | 2  | 1  | 1  | 1  | 1  | 2  | 2  | 2  | 2  | 2  | 3  | 4  | 5  | 5  | 5  | 5  | 4  | 5  | 5  | 5  | 5  | 5  | 4  | 4  | 4  | 4  |    |
| Rapid București              | 5                 | 3  | 3  | 3  | 1  | 3  | 3  | 3  | 3  | 3  | 3  | 4  | 3  | 5  | 5  | 3  | 3  | 3  | 3  | 3  | 2  | 3  | 2  | 2  | 3  | 3  | 3  | 3  | 3  | 3  |    |
| Sportul Studențesc București | 12                | 14 | 11 | 13 | 13 | 14 | 9  | 11 | 12 | 9  | 10 | 8  | 10 | 8  | 10 | 8  | 9  | 6  | 8  | 7  | 6  | 7  | 7  | 6  | 7  | 7  | 7  | 7  | 7  | 7  |    |
| Steaua București             | 1                 | 7  | 5  | 5  | 3  | 2  | 2  | 2  | 2  | 1  | 1  | 1  | 1  | 1  | 1  | 1  | 1  | 1  | 1  | 1  | 1  | 1  | 1  | 1  | 1  | 1  | 1  | 1  | 1  | 1  |    |
| Politehnica Timișoara        | 13                | 16 | 16 | 15 | 15 | 9  | 11 | 13 | 14 | 11 | 13 | 14 | 12 | 14 | 13 | 12 | 11 | 10 | 7  | 9  | 7  | 6  | 6  | 7  | 6  | 6  | 6  | 6  | 6  | 6  |    |

| Câștigătorii Diviziei A, ediția 2004/2005 |
| ----------------------------------------- |
| Steaua București Al 22-lea Titlu          |

## Rezultate
| Acasă \ Deplasare[1] | Alba Iulia | Argeș | Bacău | Brașov | CFR Cluj | Craiova | Dinamo București | Farul | Gloria Bistrița | Oțelul | Poli Iași | Național | Rapid București | Sportul | Steaua | Timișoara |
| Alba Iulia           |            | 1–3   | 0–0   | 1–0    | 2–4      | 1–0     | 1–3              | 2–3   | 1–1             | 0–4    | 2–1       | 0–1      | 1–1             | 0–4     | 1–1    | 2–1       |
| Argeș                | 1–1        |       | 0–0   | 0–1    | 2–0      | 1–1     | 0–1              | 1–1   | 4–3             | 1–1    | 3–0       | 0–1      | 0–0             | 2–2     | 2–2    | 0–0       |
| FCM Bacău            | 0–0        | 1–0   |       | 0–0    | 2–0      | 1–1     | 0–2              | 1–0   | 3–0             | 1–0    | 0–1       | 1–0      | 2–1             | 1–1     | 2–2    | 2–1       |
| Brașov               | 4–1        | 0–1   | 0–0   |        | 2–2      | 1–3     | 1–1              | 1–0   | 1–3             | 2–1    | 1–2       | 1–1      | 0–1             | 0–1     | 0–1    | 0–1       |
| CFR Cluj             | 2–1        | 1–1   | 2–0   | 2–1    |          | 1–1     | 4–2              | 0–0   | 1–2             | 1–0    | 1–1       | 0–1      | 1–1             | 1–1     | 0–2    | 2–1       |
| Craiova              | 1–2        | 1–2   | 1–1   | 1–3    | 3–2      |         | 0–1              | 0–0   | 1–1             | 0–6    | 0–0       | 3–0      | 2–0             | 0–1     | 0–1    | 0–1       |
| Dinamo               | 4–2        | 4–0   | 3–0   | 3–1    | 4–0      | 5–0     |                  | 2–0   | 4–1             | 4–0    | 2–0       | 0–1      | 2–2             | 2–1     | 0–1    | 1–0       |
| Farul Constanța      | 4–0        | 3–0   | 1–0   | 3–2    | 0–1      | 2–1     | 1–0              |       | 1–0             | 2–0    | 2–1       | 2–1      | 2–0             | 1–1     | 1–0    | 4–0       |
| Gloria Bistrița      | 6–1        | 3–0   | 1–0   | 2–0    | 2–0      | 4–3     | 0–1              | 1–2   |                 | 3–0    | 2–2       | 0–0      | 0–2             | 0–5     | 0–2    | 0–0       |
| Oțelul               | 2–0        | 1–2   | 1–0   | 1–1    | 1–2      | 0–0     | 2–0              | 1–0   | 2–1             |        | 1–0       | 0–2      | 1–0             | 1–0     | 1–0    | 1–0       |
| Poli Iași            | 1–0        | 1–1   | 1–0   | 2–1    | 0–0      | 1–0     | 2–3              | 2–2   | 1–0             | 1–0    |           | 1–2      | 1–2             | 1–3     | 0–0    | 3–2       |
| Progresul            | 3–0        | 2–1   | 2–1   | 2–1    | 2–2      | 3–1     | 5–1              | 2–2   | 1–0             | 0–0    | 6–0       |          | 3–3             | 2–1     | 1–0    | 1–2       |
| Rapid                | 2–2        | 3–2   | 2–0   | 2–0    | 3–0      | 4–0     | 2–1              | 3–1   | 3–1             | 3–0    | 2–0       | 3–0      |                 | 3–0     | 2–1    | 0–3       |
| Sportul Studențesc   | 1–2        | 0–0   | 1–0   | 2–0    | 2–1      | 2–0     | 0–1              | 1–1   | 1–0             | 3–2    | 1–1       | 1–0      | 0–0             |         | 1–2    | 0–0       |
| Steaua               | 3–0        | 2–0   | 2–0   | 3–2    | 1–0      | 5–0     | 1–0              | 3–1   | 2–0             | 1–0    | 0–1       | 5–1      | 0–0             | 1–0     |        | 2–1       |
| Timișoara            | 1–1        | 0–2   | 2–1   | 2–1    | 3–0      | 2–0     | 2–3              | 1–0   | 2–1             | 2–1    | 2–0       | 1–4      | 1–1             | 2–0     | 1–1    |           |

Sursa:  ro
1Echipa gazdă este listată în coloana din stânga.
Culori: Albastru = gazda e câștigătoare; Galben = egal; Roșu = oaspeții sunt câștigători.

## Golgheter
- Gheorghe Bucur - Sportul Studențesc - 21
- Daniel Niculae - Rapid București - 14
- Cristian Coroian - Gloria Bistrița - 13
- Victoraș Iacob - Oțelul Galați - 13
- Nicolae Dică - Steaua București - 11
- Mihai Guriță - Farul Constanța - 10
- Romeo Surdu - FC Brașov - 9
- Cosmin Pașcovici - Farul Constanța - 5
- Daniel Oprița - Steaua București - 5

## Verdicte
- Steaua București – Campioana României 2004-2005.
- Apulum Alba-Iulia, FC Brașov și Universitatea Craiova –  retrogradate în Divizia B.

## Legături externe
- Divizia A 2004-2005

1. ↑  „Liga 1 are mai puțini spectatori decât 10 ligi inferioare din Europa !”. Accesat în 22 februarie 2021.